# Союз карельского народа
Сою́з каре́льского наро́да (карел. Karjalan Rahvahan Liitto, фин. Karjalan Kansanliitto) — карельская региональная национальная общественная организация, занимающаяся сохранением и развитием карельской национальной культуры и карельского языка. Осуществляет свою деятельность на территории Республики Карелия и поддерживает контакты с культурными объединениями карелов, проживающих на территории России и за рубежом.

## История
В 1989 году 25 мая в Петрозаводске в период работы Научно-практической конференции «Карелы: этнос, язык, культура, экономика, проблемы и пути развития» было создано «Общество карельской культуры», переименованное затем в Союз карельского народа. В 1989 году организация была зарегистрирована.

### Уставные цели
- Сохранение и развитие карельского языка и традиционной культуры карелов, как титульного народа Республики Карелия;
- Воспитание уважения к традициям коренного населения республики и их языку;
- Изучение и распространение знаний о прошлом и настоящем карельского этноса;
- Реализация общественно значимых проектов и программ[3].

### Практическая деятельность
- Союз стал соучредителем карелоязычных газет «Oma Mua» (1990)[4] и «Vienan Karjala» (2000), журнала «Carelia» (1990).
- Союз инициировал открытие кафедр карельского языка в Петрозаводском государственном университете и Карельском государственном педагогическом университете (1990);
- Союз организовал хор карельской песни «Oma pajo»[5] при Республиканском Центре национальных культур (1990);
- Союз организовал работу отделений Союза карельского народа в местах компактного проживания карелов;
- Союз организовал работу кукольного театра «Čičiliusku» («Ящерка») на карельском языке при Республиканском Центре национальных культур (2007);
- Союз, совместно с Карельским просветительским обществом Финляндии, проводит Международные летние курсы карельского языка.

## Руководители
- Михаил Андреевич Гошкиев, 1989—1990
- Пётр Мефодьевич Зайков, 1990—1999
- Александр Лукич Волков, 1999—2001
- Михаил Андреевич Гошкиев, 2001—2002
- Пётр Мефодьевич Зайков, 2002—2009
- Наталья Анатольевна Синицкая, 2009—2011
- Елена Ивановна Мигунова, 2011—2014
- Наталья Петровна Воробей, 2014—2019
- Александр Васильевич Еремеев, с 2019 года[6]

## Проекты
- проект «Pajon paja» («Фабрика песен»);
- выпуск дисков «Карельские праздники» (2011), «Карельская Скатерть», «История семьи» (2006), (при финансовой поддержке Государственного комитета Республики Карелия по вопросам национальной политики, связям с общественными и религиозными объединениями);
- С 2009 года выпуск карманного календаря на карельском языке;
- «Играем по карельски» (при финансовой поддержке Государственного комитета Республики Карелия по вопросам национальной политики, связям с общественными и религиозными объединениями);
- гастроли Народного кукольного театра «Ящерка» по районам Карелии;
- проект «ЛИКБЕЗ» по обучению жителей деревень чтению на карельском языке;
- программа «Играем по карельски» по обучению традиционным играм карелов; проект был успешно реализован в Пряжинском национальном муниципальном районе (с. Ведлозеро, п. Эссойла) и в школах г. Петрозаводска;
- мастер-классы для детей (знакомство с карельской кухней, музыкальными инструментами, танцами и играми);
- проект «Карельский костюм своими руками» (мастер-класс по пошиву национального карельского костюма) 2012г;
- Проект «Городки — бренд карелов» (обучающий семинар по игре в карельские городки кююккя) 2012 г;
- Проект «Весёлый карельский» (изготовление, тиражирование настольных игр на карельском языке для детей) 2012 г;
- Проект «Paginkanzu» («Собеседник») (разговорный клуб для бесед на карельском языке) 2012 г.